# 张帆 (1967年)
张帆（1967年3月—），中国历史学家，北京大学历史学系教授、原系主任。现任中国史学会副会长、中国元史研究会会长。研究方向为蒙元史、中国古代政治制度史、中国古代法制史、中国古代史学史。

## 履历
张帆于1982年考入北京大学历史系，在北大历史系接受从本科到博士的教育，1989年取得硕士学位，1992年取得博士学位。博士毕业后，任北大历史学系讲师。1995年7月升为副教授，2007年7月升为教授。2015年2月至2019年12月，任北京大学历史学系主任。曾担任中华人民共和国教育部部编版高中历史教材《中外历史纲要（上）》主编。